# Kazakstan Ortalyk koncert zaly
Il Kazakstan Ortalyk koncert zaly (in kazako Қазақстан Орталық концерт залы?) è una sala da concerto che si trova accanto al palazzo presidenziale Ak Orda ad Astana, la capitale del Kazakistan. È stato inaugurato dal Presidente del Kazakistan Nursultan Nazarbaev nel Giorno dell'Indipendenza del Kazakistan, il 15 dicembre 2009.

## Descrizione
La forma dell'edificio ricorda la dinamicità dei petali di un fiore come metafora del dinamismo della musica stessa. La struttura esterna dell'edificio è costituita da una serie di pareti inclinate curve in cemento rivestite con pannelli di vetro trasparente retro-verniciato blu. Queste strutture proteggono al loro interno le funzioni dell'edificio dalle severe condizioni climatiche di Astana.
Su un totale di 55000 m² l'edificio ospita tre sale di musica per 3 500, 400 e 200 posti ciascuna, ristoranti, negozi, bar e una hall alta 30 metri che si estende su oltre 3000 m². Uno dei concetti principali del progetto, realizzato dall'architetto italiano Manfredi Nicoletti, era infatti quello di creare una piazza interna pubblica a scala urbana capace di accogliere i cittadini di Astana per tutto l'anno, indipendentemente dalla presenza di concerti o avvenimenti pubblici.
La sala concerti principale ha un totale di 3 500 posti a sedere ed è una delle più grandi al mondo del suo genere. Questa sala è in grado di ospitare una moltitudine di eventi differenti, concerti di musica classica, rock, pop, balletto, cinema e conferenze grazie alla sua estrema flessibilità acustica. Questa è data da un sistema di tende acustiche e da una particolare conformazione del controsoffitto detta a buco nero, che assorbe la maggior parte delle riflessioni acustiche della sala.
Anche le due sale minori sono state concepite per essere flessibili in quanto possono ospitare sia musica da camera che proiezioni cinematografiche che conferenze.